# 17. srpen
17. srpen je 229. den roku podle gregoriánského kalendáře (230. v přestupném roce). Do konce roku zbývá 136 dní.

## Události

### Česko
- 1869 – V Brně byl zahájen provoz první koňské tramvajové linky v českých zemích.
- 1939 – Generální ředitelství stavby dálnic objednalo u německé firmy Dingler finišery pro stavbu Dálnice - Národní cesty. Stroje byly po dodání uskladněny na Strahovském stadionu a po roce 1948 sešrotovány, aniž by položily jediný metr vozovky.
- 1968 – Alexander Dubček se sešel v Komárně s maďarským komunistickým představitelem Jánošem Kádárem, který mu dal jasně najevo, že se Moskva nehodlá se situací v Československu smířit a Brežněv je rozhodnut zakročit silou. Bylo to poslední varování ze strany socialistických států před vojenskou intervencí do Československa
- 1999 – Luxusní pražský hotel Inter-Continental byl prodán za tři miliardy korun firmě Strategic Hotels & Resorts.
- 2006 – Automobilka Škoda Auto vyrobila stotisící exemplář modelové řady Škoda Superb.
- 2018 – V Horním Maršově po úmyslném zapálení vyhořel barokní zámek, nevyužívaný od roku 1994.

### Svět
- 0310 – 31. papež Eusebius byl vyhnán římským císařem Maxentiem na Sicílii, kde zemřel, pravděpodobně hladem.
- 0682 – Na papežský stolec usedl Lev II. jako 80. katolický papež. Jeho volba byla potvrzena byzantským císařem Konstantinem IV. teprve poté, co Lev II. odsouhlasil závěry Třetího konstantinopolského koncilu.
- 0986 – Vojsko bulharského císařa Samuela porazilo v bitvě u Trajánovy brány byzantského císaře Basila II.
- 1186 – Vévoda štýrský Otakar IV. a rakouský vévoda Leopold V. Babenberský podepsali dědickou smlouvu dle které Otakar předá po své smrti své vévodství Leopoldovu synu Friedrichovi, pokud Rakousko a Štýrsko zůstane jednotné.
- 1648 – Anglická občanská válka: síly vedené Oliverem Cromwellem zvítězily nad armádou sestavenou z anglických roajalistů a skotských vojáků vedených Jamesem Hamiltonem v bitvě u Prestonu.
- 1812 – Napoleon Bonaparte zvítězil nad ruskou armádou v bitvě u Smolenska.
- 1877 – Asaph Hall objevil Phobos, větší ze dvou známých měsíců planety Marsu.
- 1943 – Druhá světová válka: několik japonských torpédoborců dosáhlo taktického vítězství nad početně stejným loďstvem USA v bitvě u Horaniu.
- 1945 – Poprvé vyšla světoznámá novela Farma zvířat od George Orwella.
- 1960 – Gabon získal nezávislost od Francie.
- 1962 – Osmnáctiletý zedník Peter Fechter byl zastřelen východoněmeckými pohraničníky při pokusu o překročení Berlínské zdi.
- 1970 – Sověti vypustili do vesmíru sondu Veněra 7, jež  15. prosince téhož roku úspěšně přistála na Venuši.
- 1982 – Vyšel první hudební optický disk CD podle standardů, vyvinutých firmami Sony a Philips: The Visitors od skupiny ABBA.
- 2017 – Během teroristických útoků v Katalánsku zemřelo 16 civilistů a dalších 150 bylo zraněno.
- 2021 – Microsoft ukončil veškeré podpory prohlížeče Internet Explorer.

## Narození

### Česko

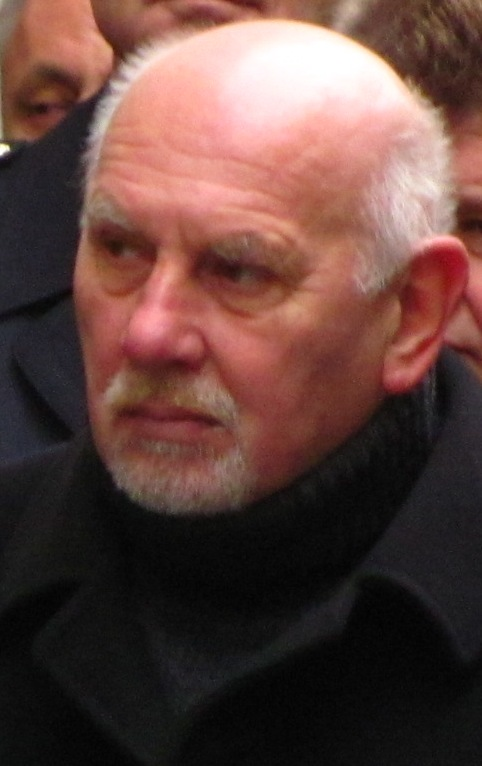
Pavel Rychetský (* 1943)

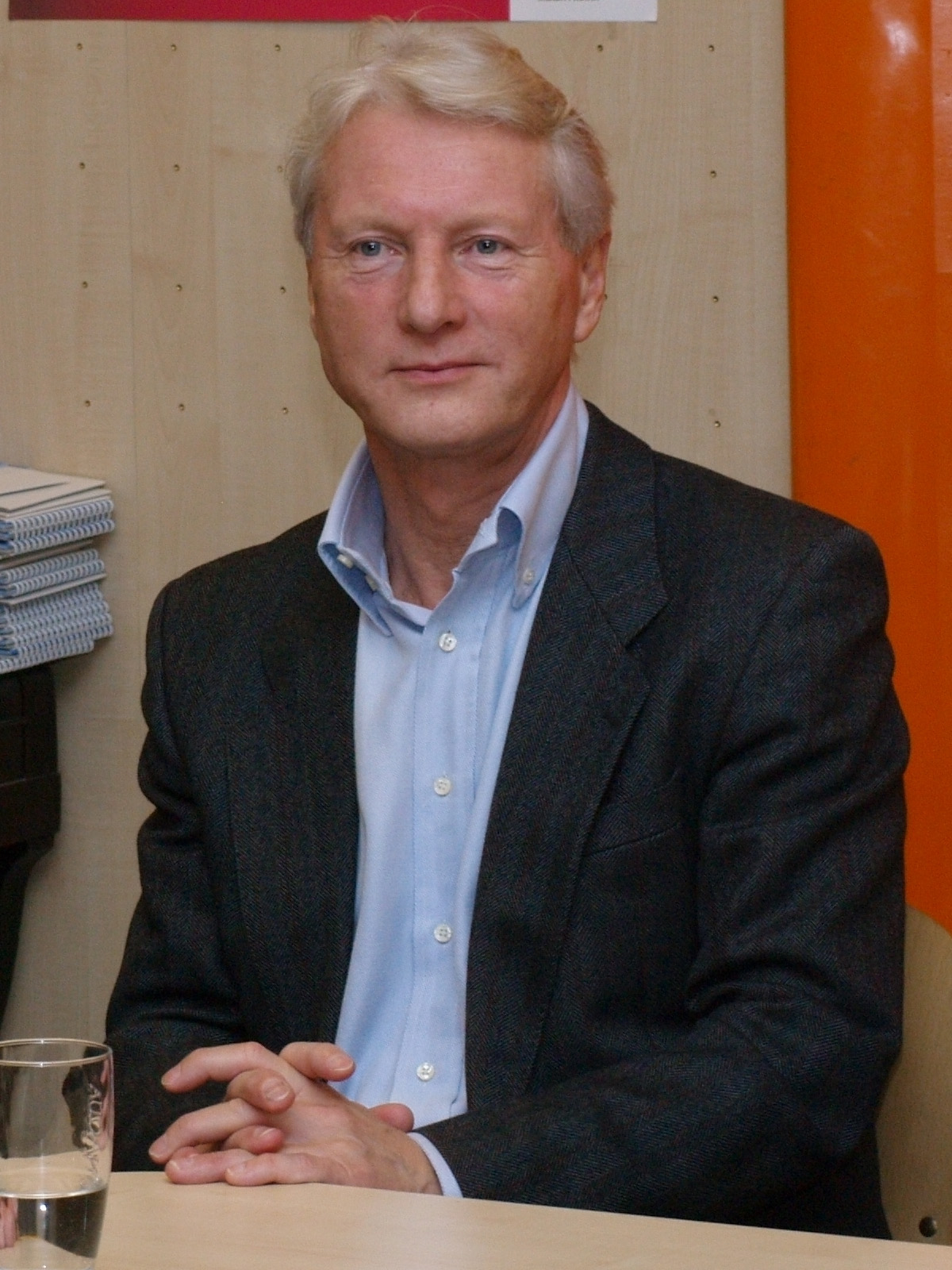
Ladislav Špaček (* 1949)

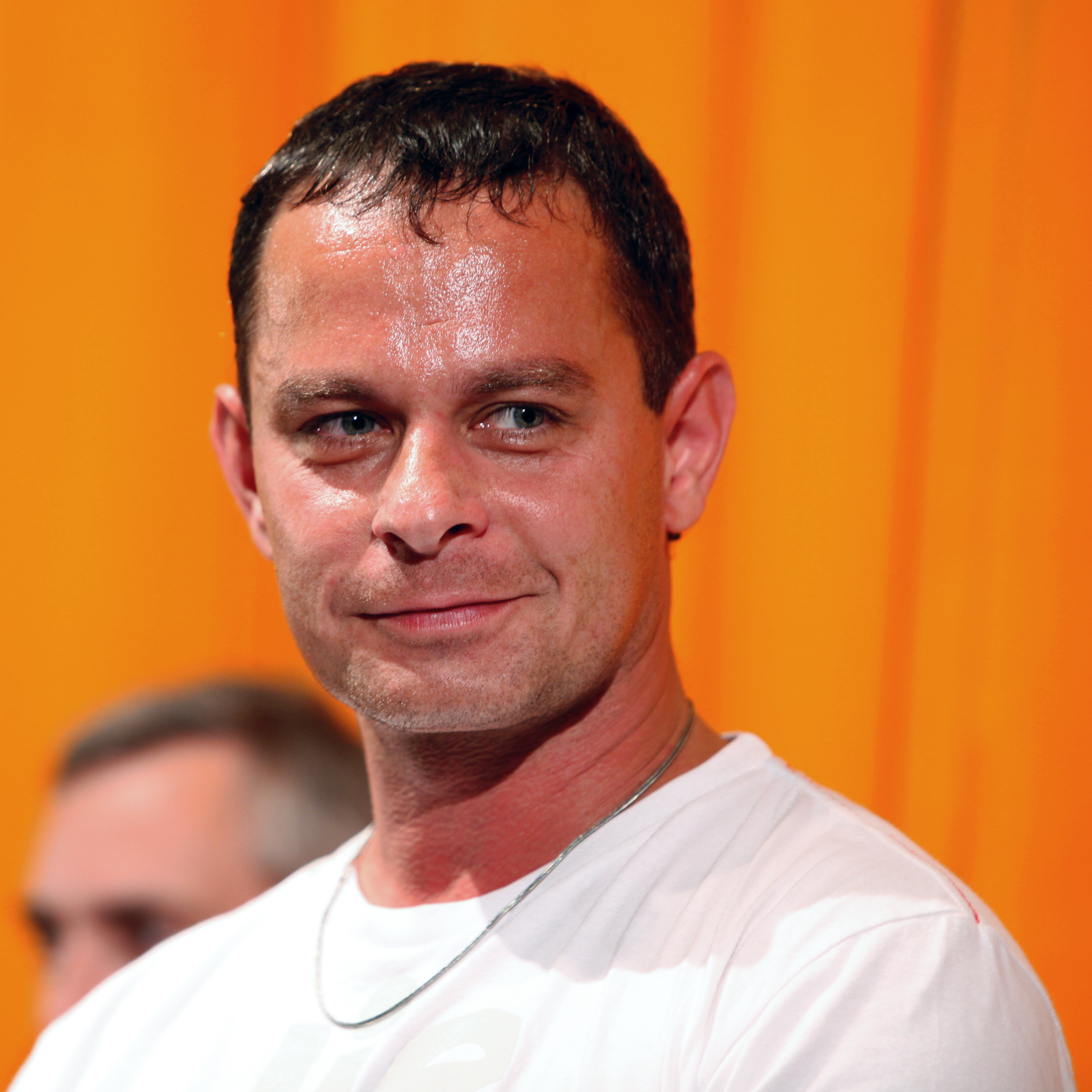
Filip Renč (* 1965)

- 1623 – Jan Tanner, český jezuita a spisovatel († 4. listopadu 1694)
- 1753 – Josef Dobrovský, filolog, historik, zakladatel slavistiky († 6. ledna 1829)
- 1802 – Josef John, lesník († 24. ledna 1871)
- 1833 – Karel Cihlář, česko-rakouský právník a politik († 21. července 1914)
- 1844 – Antonín Gruda, katolický kněz, právník a národní buditel († 28. února 1903)
- 1847 – Čeněk Gregor, stavitel a politik († 5. listopadu 1917)
- 1851 – Johann Gerstner, houslista a hudební pedagog († 9. ledna 1939)
- 1865 – Franz Palme, československý politik německé národnosti († 2. května 1948)
- 1875 – Karl Benirschke, vídeňský architekt a stavitel († 28. dubna 1941)
- 1876 – Jan Měchura, československý politik († ?)
- 1877 – Augustin Čižek, československý politik († 9. srpna 1946)
- 1880 – Karel Engliš, ekonom a politolog († 15. června 1961)
- 1888 – František Trávníček, bohemista, profesor na Masarykově univerzitě v Brně († 6. června 1961)
- 1890 – Ludvík Krejčí, generál († 9. února 1972)
- 1891 – Ludvík Kundera, klavírista, muzikolog a hudební pedagog († 12. května 1971)
- 1892 – Gisela Khoss-Sternegg, hudební skladatelka, pedagožka a spisovatelka († 22. října 1986)
- 1895 – Vladimír Wallenfels, architekt a urbanista († 29. června 1962)
- 1897
  - Milan Polák, slovenský a československý voják, účastník slovenského národního povstání, politik († 2. srpna 1951)
  - Václav Trnka, lékař a pedagog, primář příbramské nemocnice († 8. srpna 1965)
- 1902 – Marie Švermová, československá politička († 4. února 1992)
- 1905 – Josef Šíma, československý fotbalový reprezentant († 6. listopadu 1983)
- 1924 – Jiří Kratochvíl, klarinetista, muzikolog, skladatel a hudební pedagog († 9. května 2014)
- 1934 – František Šmahel, historik umění († 5. ledna 2025)
- 1941 – Uršula Kluková, herečka
- 1943 – Pavel Rychetský, politik, právník, předseda Ústavního soudu České republiky
- 1944 – Ivana Karbanová, herečka
- 1946 – Zdeněk Brabec, horolezec
- 1948
  - Anna Kubíková, historička a archivářka
  - Jan Malíř, kameraman
- 1949 – Ladislav Špaček, novinář, publicista, mluvčí V. Havla, znalec etikety
- 1950 – Jana Čižmářová, archeoložka
- 1961
  - Pavel Přindiš, československý vodní slalomář, kajakář, olympionik
  - Alexandr Vondra, politik a diplomat
- 1965 – Filip Renč, herec, scenárista a režisér
- 1970
  - Karel Dobš, fotbalista
  - Jaroslava Pokorná Jermanová, politička
- 1972 – Jiří Zelenka, hokejový útočník
- 1973 – Bohuš Matuš, zpěvák
- 1979 – Pavel Bartoš, fotbalista
- 1984 – Jakub Langhammer, hokejista
- 1985 – Josef Hrabal, hokejový obránce
- 1987 – Dominik Rodinger, fotbalový brankář
- 1990 – Veronika Machová, modelka, Česká Miss World 2010
- 1993 – Petra Nováková, reprezentantka v běhu na lyžích
- 1994 – Veronika Stýblová, zpěvačka
- 1996 – Marek Kodr, fotbalista
- 1998 – Petr Kodýtek, lední hokejista

### Svět

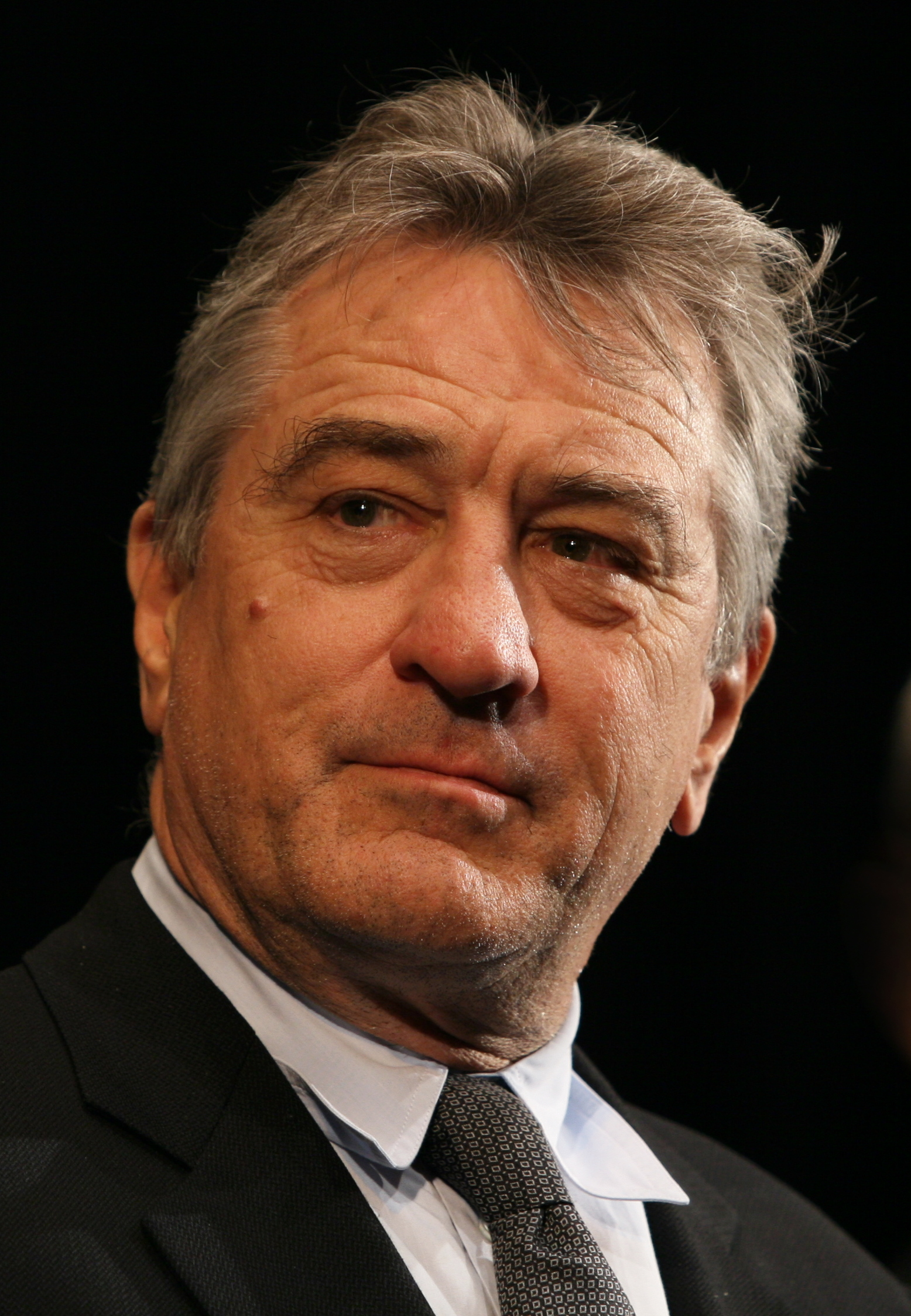
Robert De Niro (* 1943)

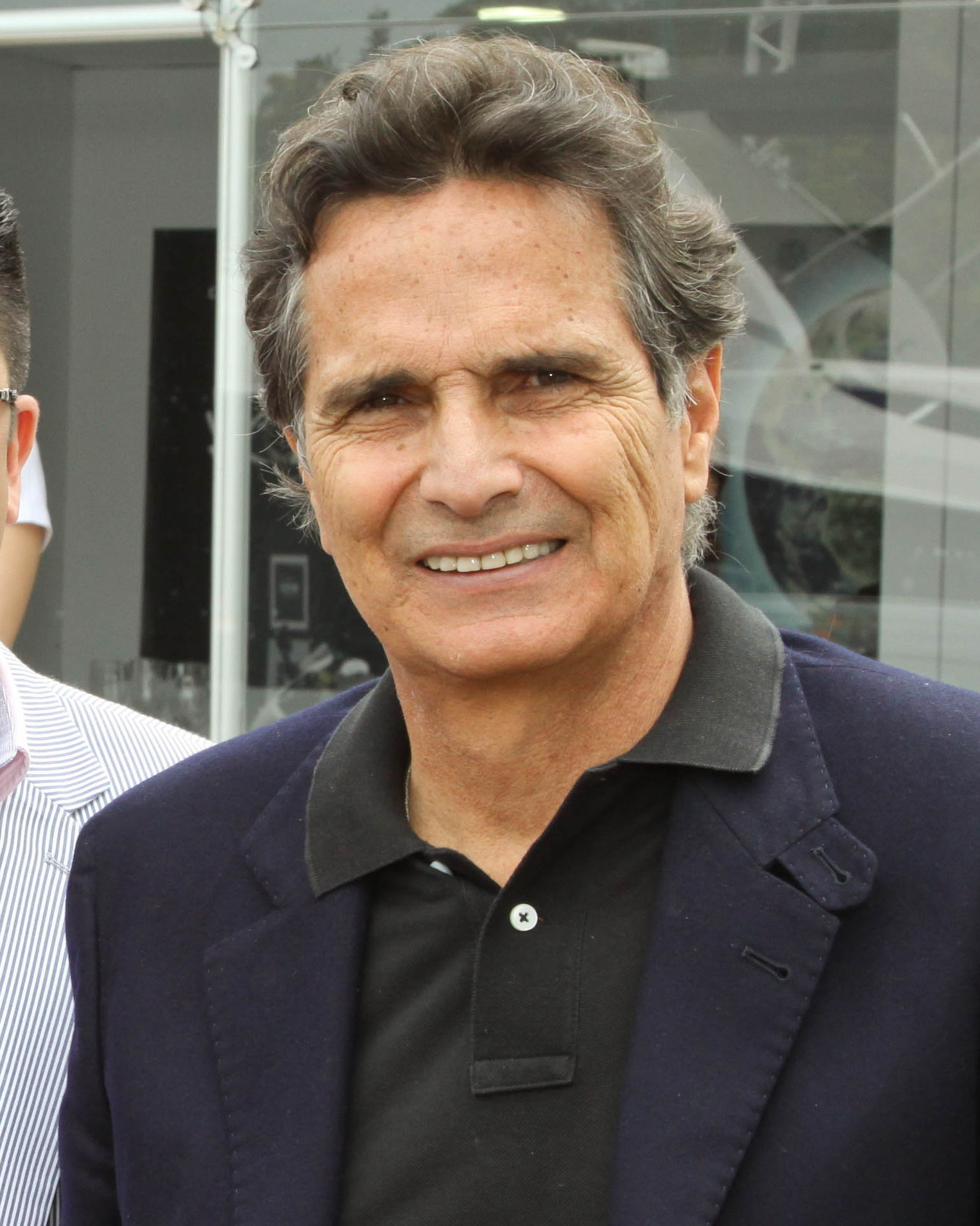
Nelson Piquet (* 1952)

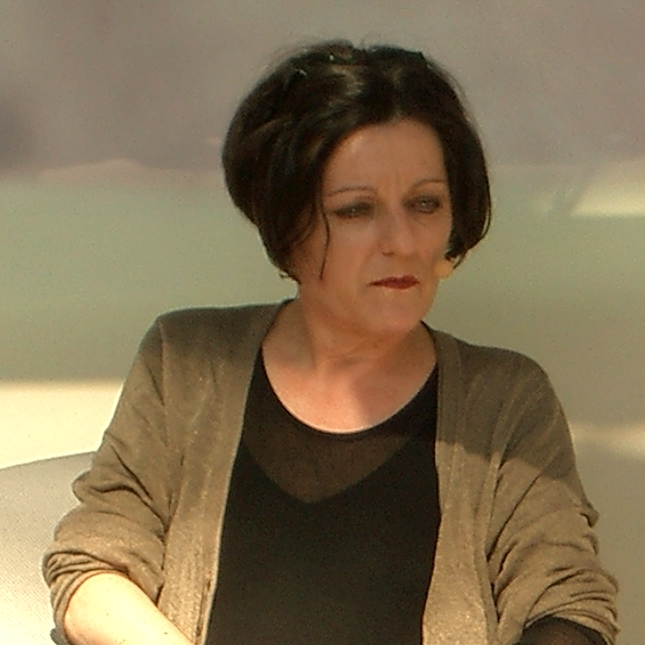
Herta Müllerová (* 1953)

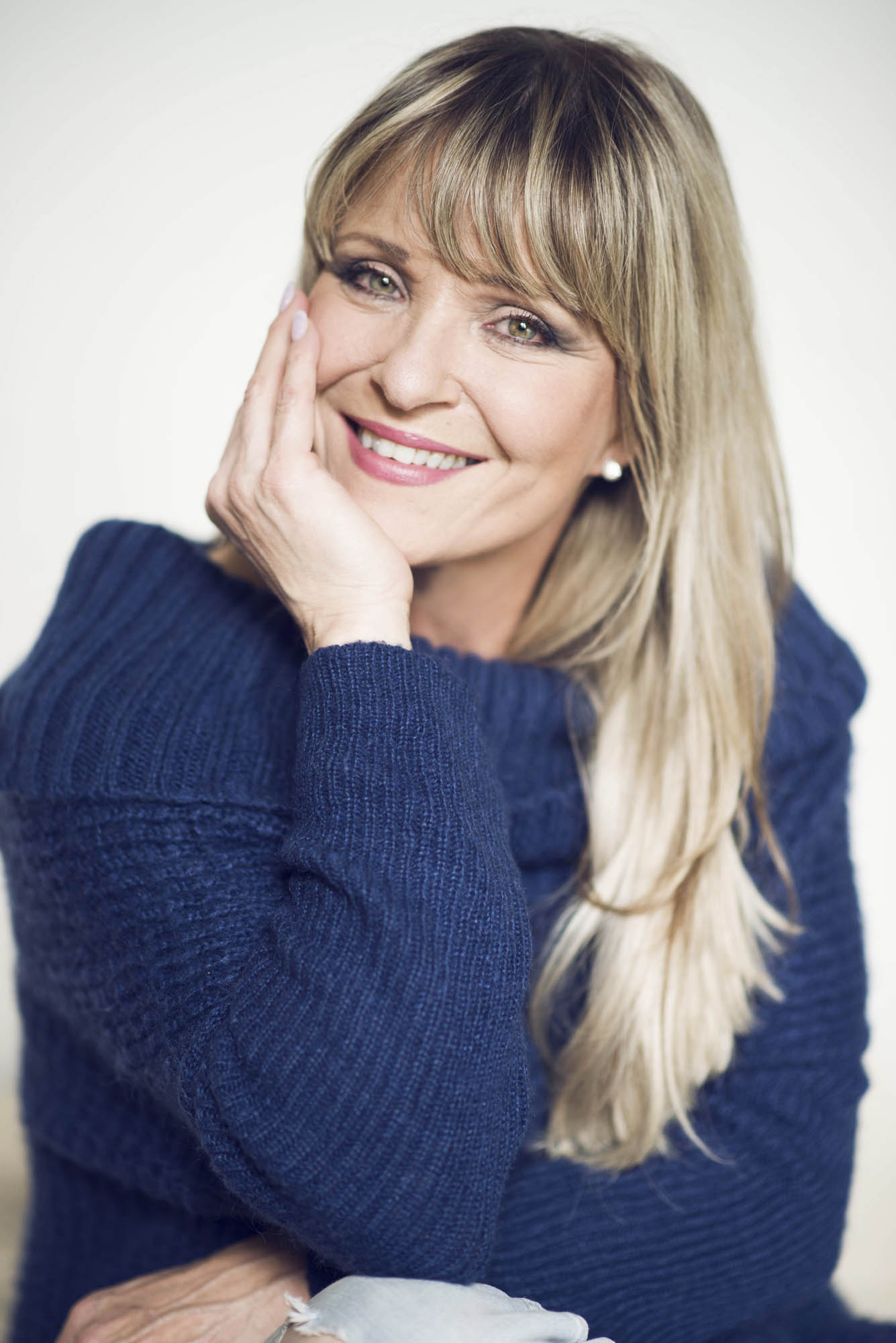
Chantal Poullain (* 1956)

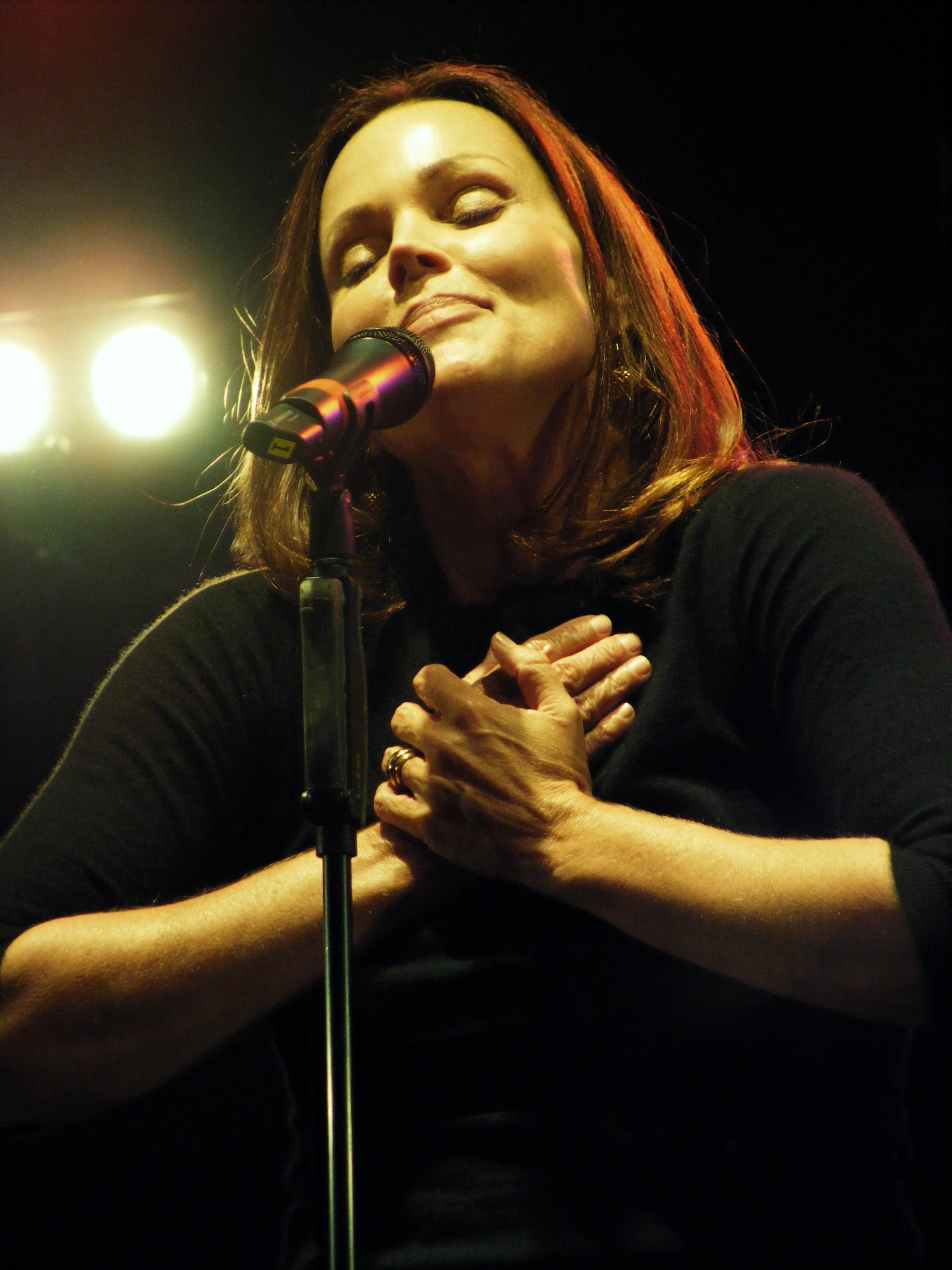
Belinda Carlisle (* 1958)

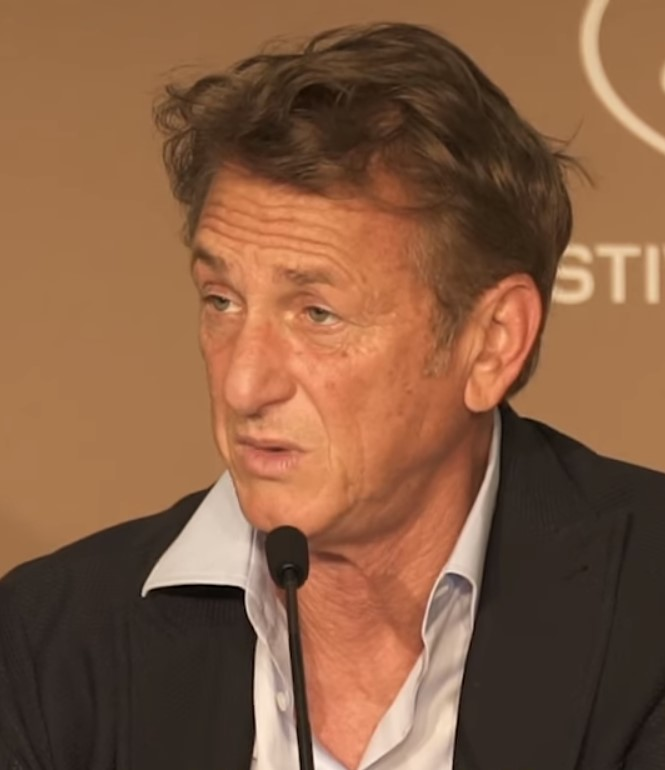
Sean Penn (* 1960)

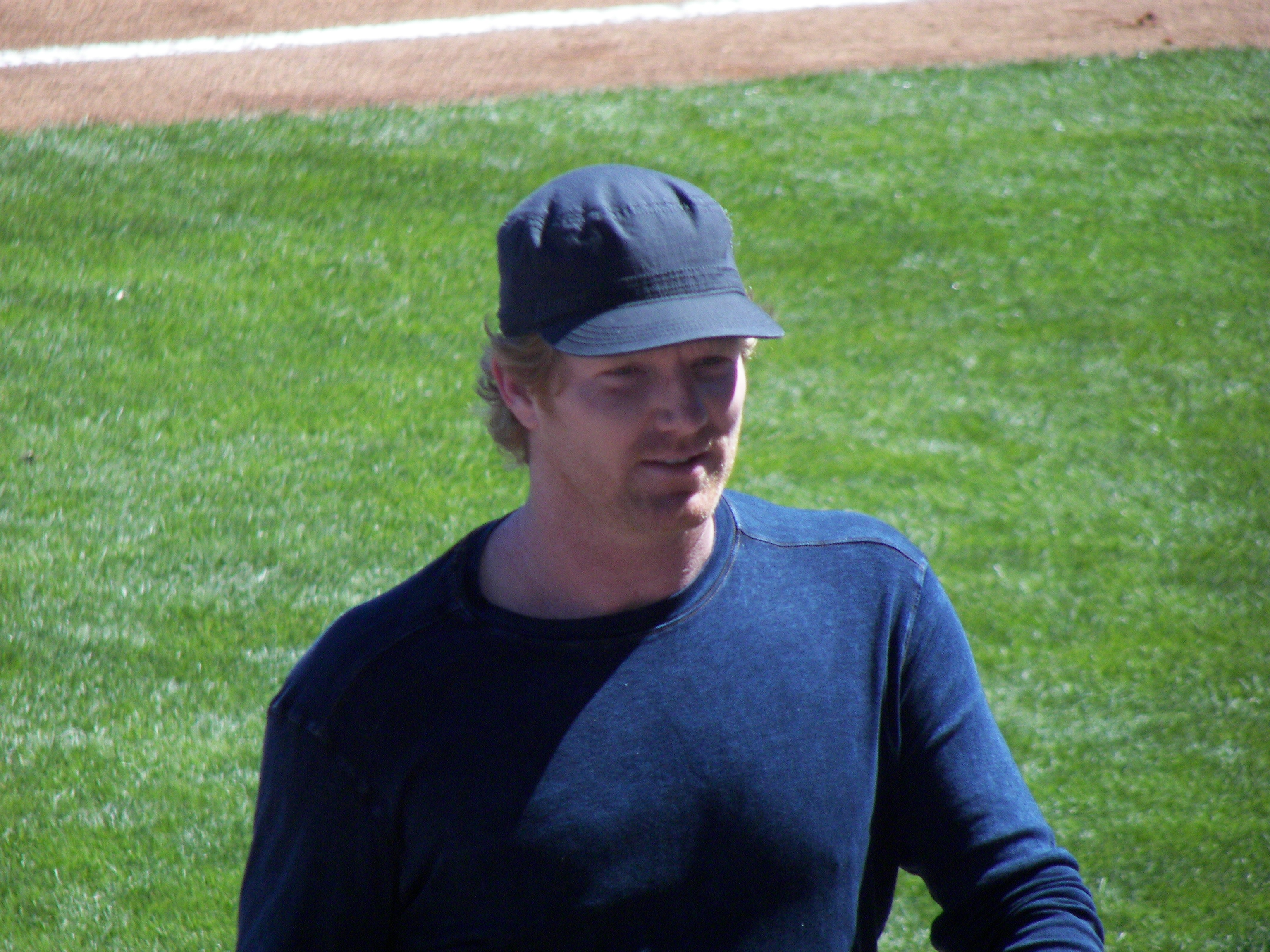
Jim Courier (* 1970)

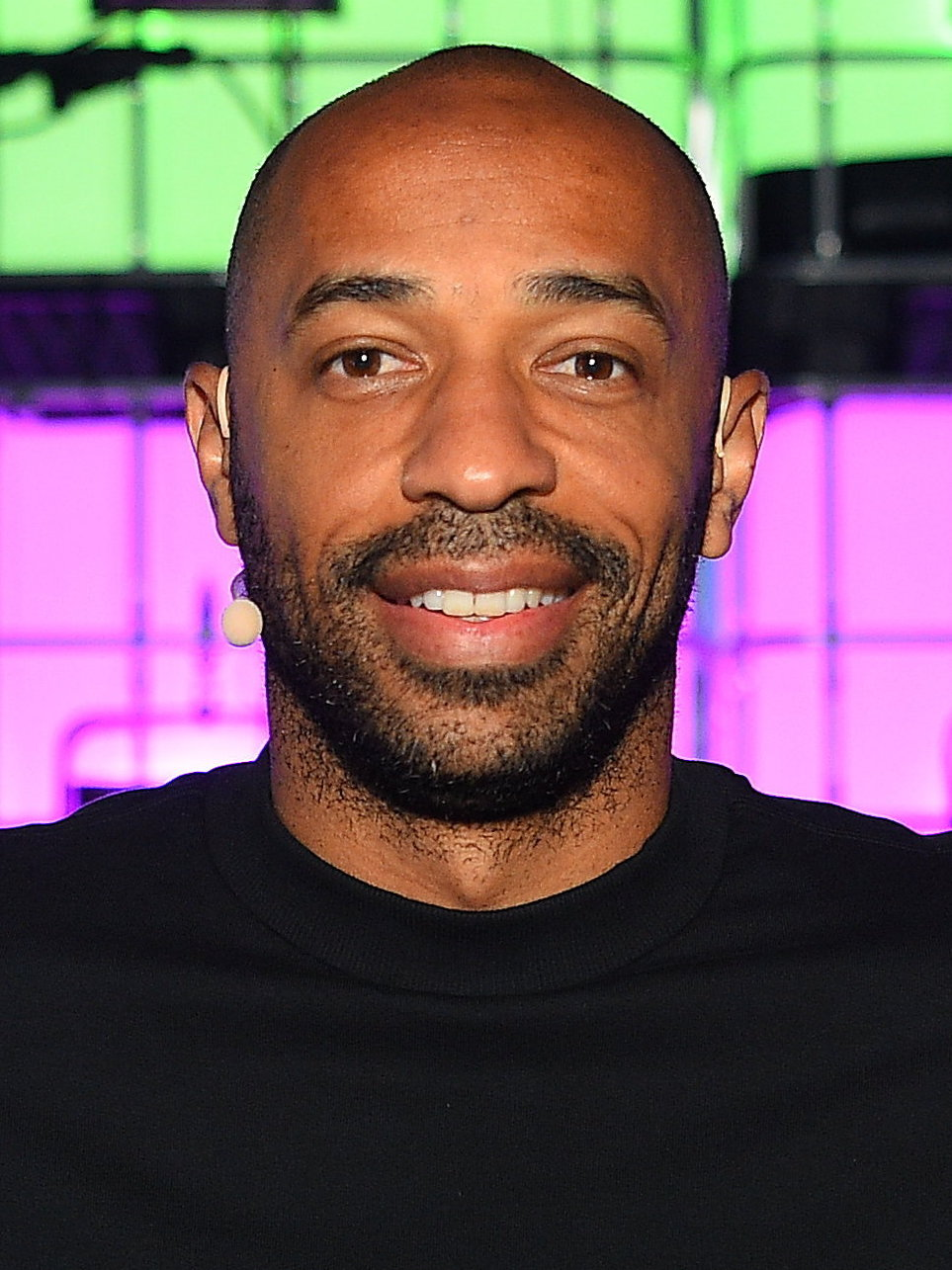
Thierry Henry (* 1977)

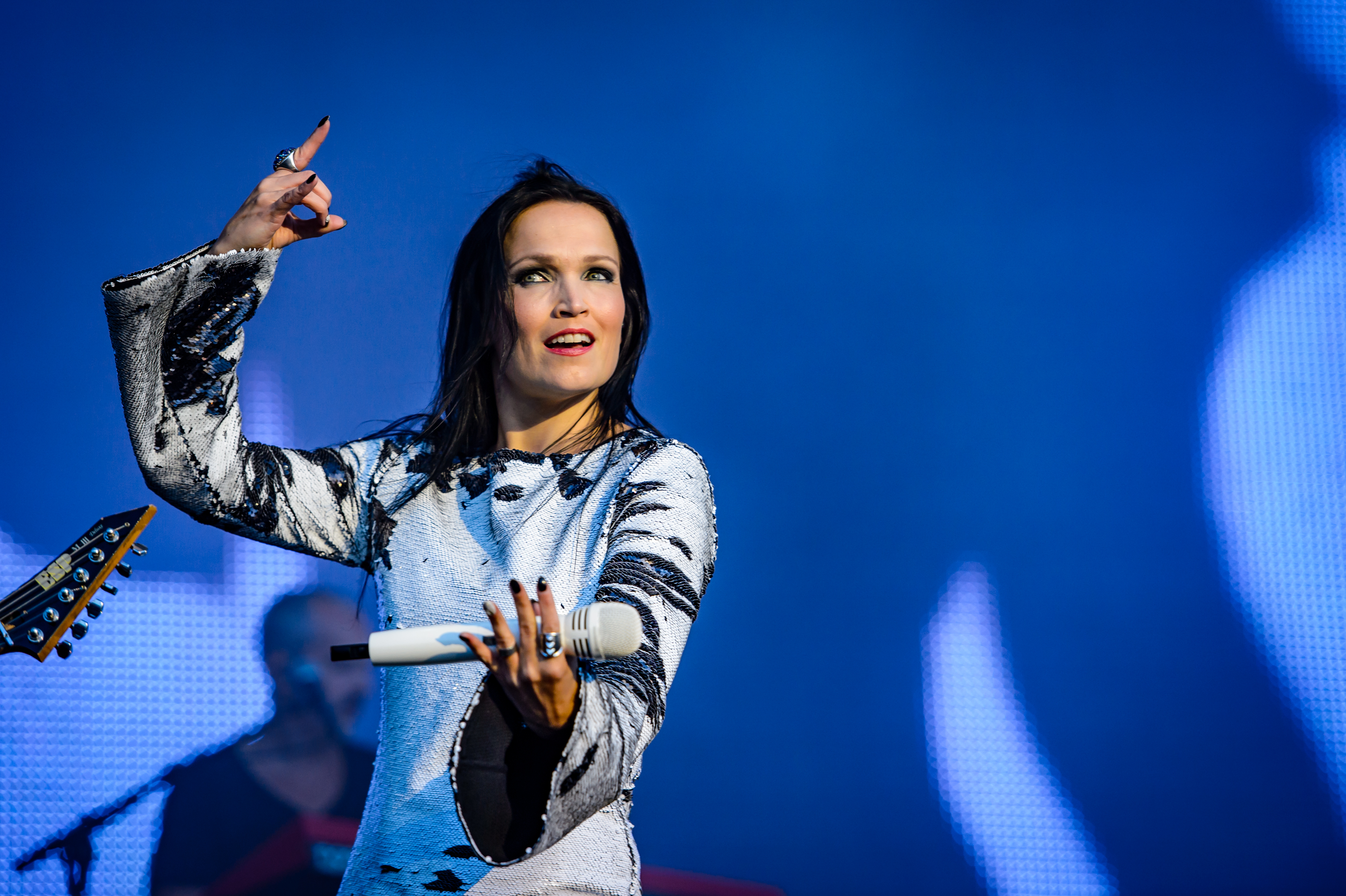
Tarja Turunen (* 1977)

- 1465 – Filibert I. Savojský, savojský vévoda († 22. září 1482)
- 1473 – Richard ze Shrewsbury, anglický princ a syn krále Eduarda IV. († asi 1483)
- 1586 – Johann Valentin Andreae, německý teolog, filosof a básník († 1654)
- 1601 – Pierre de Fermat, francouzský matematik († 1665)
- 1603 – Lennart Torstenson, švédský polní maršál († 7. dubna 1651)
- 1629 – Jan III. Sobieski, polský král († 1696)
- 1686 – Nicola Porpora, italský hudební skladatel, († 1768)
- 1743 – Eberhard August Wilhelm von Zimmermann, německý geograf a zoolog († 4. července 1815)
- 1751 – Matvej Ivanovič Platov, ruský generál, ataman donských kozáků († 15. ledna 1818)
- 1757 – Adam Bartsch, rakouský mědirytec, grafik a spisovatel († 21. srpna 1821)
- 1761 – William Carey, anglický baptistický misionář († 9. června 1834)
- 1763 – Dmitrij Nikolajevič Seňavin, ruský admirál († 5. dubna 1831)
- 1768 – Louis-Charles-Antoine Desaix, francouzský generál († 14. června 1800)
- 1786 – Viktorie Sasko-Kobursko-Saalfeldská, saská princezna, vévodkyně z Kentu, matka britské královny Viktorie († 17. března 1861)
- 1798 – Anton Antonovič Delvig, ruský básník († 26. února 1831)
- 1830 – Isaiah West Taber, americký fotograf († 22. února 1912)
- 1843 – Kardinál Mariano Rampolla del Tindaro, státní sekretář papežského státu († 16. prosince 1913)
- 1844 – Menelik II., etiopský císař († 12. prosince 1913)
- 1864 – Charles Horton Cooley, americký sociolog († 8. května 1929)
- 1868 – Edward Abramowski, polský filozof, anarchista, psycholog († 21. června 1918)
- 1876
  - Eric Drummond, britský diplomat, první generální tajemník Společnosti národů († 15. prosince 1951)
  - Dragutin Dimitrijević, srbský vůdce nacionalistické skupiny Černá ruka († 27. června 1917)
- 1877 – Artur Śliwiński, polský historik, premiér Polska († 16. ledna 1953)
- 1879 – Samuel Goldwyn, americký filmový producent († 31. ledna 1974)
- 1886 – Stefan Bryła, polský stavební inženýr a poslanec Sejmu († 3. prosince 1943)
- 1887
  - Karel I., rakouský císař, poslední panovník Rakouska-Uherska († 1922)
  - Marcus Garvey, jamajský novinář, předchůdce panafrického hnutí († 10. června 1940)
- 1889 – Edmond Privat, švýcarský historik a esperantista († 28. srpna 1982)
- 1891 – Abram Kardiner, americký psychiatr, psychoanalytik a antropolog († 20. června 1981)
- 1892 – Tamon Jamaguči, admirál japonského císařského námořnictva († 5. června 1942)
- 1893 – Mae West, americká tanečnice, herečka a spisovatelka († 22. listopadu 1980)
- 1896
  - Leslie Richard Groves, americký vojenský inženýr, vedoucí projektu Manhattan († 13. července 1970)
  - Tõnis Kint, předseda estonské exilové vlády († 5. ledna 1991)
- 1897 – Milan Polák, slovenský důstojník a politik († 1951)
- 1898 – Matvěj Vasiljevič Zacharov, sovětský generál († 31. ledna 1972)
- 1899 – Wilfried Basse, německý kameraman a tvůrce dokumentárních filmů († 6. června 1946)
- 1901 – Heðin Brú, faerský spisovatel († 18. května 1987)
- 1906 – Marcelo Caetano, portugalský předseda vlády († 26. října 1980)
- 1909 – Fritz Hippler, německý filmový režisér († 22. května 2002)
- 1911
  - Michail Botvinnik, ruský šachový velmistr († 5. května 1995)
  - Ondrej Klokoč, předseda Slovenské národní rady († 26. března 1975)
- 1923 – Pierre Chaunu, francouzský historik († 22. října 2009)
- 1924 – Stanley Jaki, římskokatolický kněz, benediktinský mnich, historik vědy a profesor fyziky maďarského původu († 7. dubna 2009)
- 1926 – Ťiang Ce-min, prezident ČLR († 30. listopadu 2022)
- 1929 – Francis Gary Powers, americký pilot sestřelený při průzkumném letu nad Sovětským svazem († 1. srpna 1977)
- 1930
  - Harve Bennett, americký televizní a filmový producent a scenárista († 25. února 2015)
  - Ted Hughes, anglický básník († 28. října 1998)
- 1932
  - Ábel Kráľ, slovenský jazykovědec († 12. května 2023)
  - Jean-Jacques Sempé, francouzský karikaturista
  - V. S. Naipaul, britský spisovatel, držitel Nobelovy ceny († 11. srpna 2018)
  - Duke Pearson, americký klavírista († 4. srpna 1980)
- 1933 – Tom Courtney, americký běžec na 400 a 800 metrů, dvojnásobný olympijský vítěz († 22. srpna 2023)
- 1935
  - Katalin Szőkeová, maďarská plavkyně, olympijská vítězka († 27. října 2017)
  - Oleg Tabakov, ruský herec, režisér, divadelní manažer a pedagog († 12. března 2018)
- 1939
  - Luther Allison, americký bluesový zpěvák a kytarista († 12. srpna 1997)
  - Ed Sanders, americký hudebník a zpěvák
- 1940 – Fritz Wepper, německý herec
- 1941 – Karol Spišák, slovenský herec a režisér († 2007)
- 1942
  - Jerrold Eldon Marsden, kanadský matematik
  - John Tyrrell, britský muzikolog.
  - Muslim Magomajev, ázerbájdžánský a ruský zpěvák populární hudby († 25. října 2008)
- 1943
  - Robert De Niro, americký herec
  - Jukio Kasaja, japonský skokan na lyžích
- 1944
  - Redžep Meidani, prezident Albánie
  - John Seiter, americký bubeník, člen skupiny The Turtles
- 1946
  - Bernd Noske, německý zpěvák a bubeník, člen skupiny Birth Control († 18. února 2014)
  - Wiesław Woda, polský politik († 10. dubna 2010)
- 1947 – Mohamed Abdelaziz, prezident Saharské arabské demokratické republiky († 31. května 2016)
- 1948 – Zuzana Homolová, slovenská zpěvačka, folková písničkářka
- 1949 – Henning Jensen, dánský fotbalista († 4. prosince 2017)
- 1952
  - Nelson Piquet, brazilský jezdec Formule 1
  - Guillermo Vilas, argentinský tenista
- 1953 – Herta Müllerová, rumunsko-německá spisovatelka, nositelka Nobelovy ceny
- 1954
  - Ingrid Daubechies, belgická fyzička a matematička
  - Eric Johnson, americký kytarista
- 1956
  - Chantal Poullain, česko-francouzská filmová a divadelní herečka
  - Kathryn Thorntonová, americká astronautka
- 1957
  - Ciwan Haco, kurdský muzikant a zpěvák
  - Robin Cousins, britský krasobruslař
- 1958
  - Belinda Carlisle, americká zpěvačka
  - David Koresh, vůdce náboženského hnutí Davidánů († 19. dubna 1993)
- 1959
  - Jonathan Franzen, americký romanopisec a esejista
  - Emy Kat, americký fotograf
- 1960 – Sean Penn, americký herec
- 1962 – Gilby Clarke, americký hudebník (Guns N' Roses)
- 1964 – Maria McKee, americká zpěvačka
- 1966 – Igor Tranděnkov, ruský atlet, skokan o tyči
- 1968
  - Nikolaj Antonov, bulharský sprinter
  - Helen McCroryová, britská herečka († 16. dubna 2021)
- 1969 – Donnie Wahlberg, americký herec
- 1970 – Jim Courier, bývalý americký tenista
- 1976 – Olena Krasovská, ukrajinská překážkářka
- 1977
  - Tarja Turunen, finská zpěvačka
  - Thierry Henry, francouzský fotbalista
  - William Gallas, francouzský fotbalista
- 1980
  - Jan Kromkamp, nizozemský fotbalista
  - Dani Güiza, španělský fotbalista
- 1982 – Phil Jagielka, anglický fotbalista
- 1983 – Daniel Köllerer, rakouský tenista
- 1985 – Jekatěrina Andrjušinová, ruská házenkářka
- 1986 – Emily Harrington, americká sportovní lezkyně
- 1988 – Johanna Larssonová, švédská tenistka
- 1989 – Čan Jung-žan, tchajwanská tenistka
- 1991
  - Austin Butler, americký herec
  - Levan Chilachava, gruzínský ragbista
- 1993 – Sarah Sjöströmová, švédská plavkyně
- 1994
  - Taissa Farmiga, americká herečka
  - Gonzalo Serrano, španělský silniční cyklista

## Úmrtí

### Česko

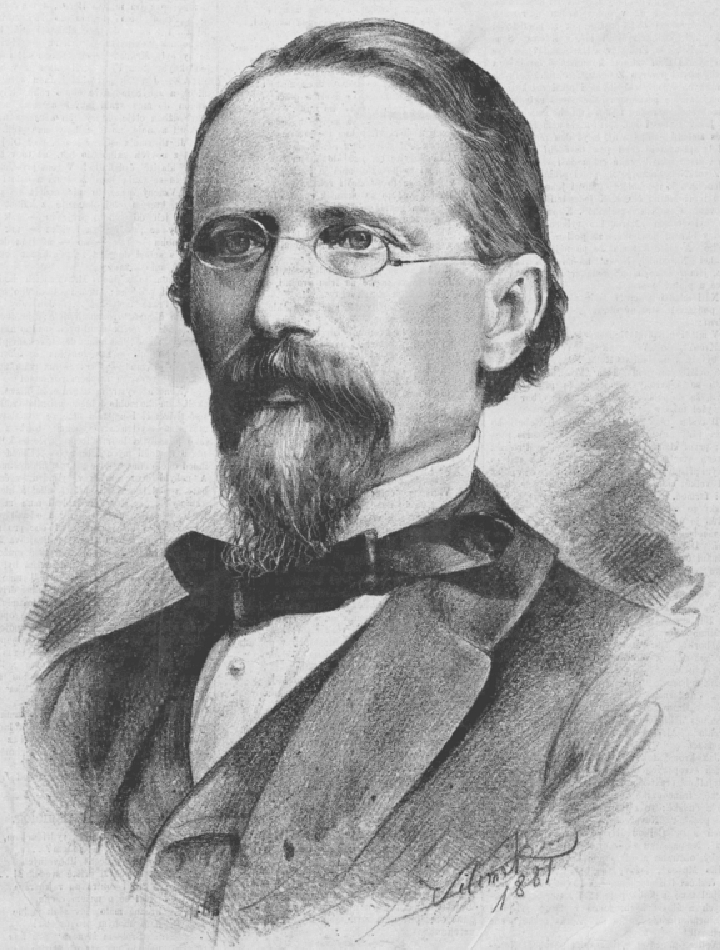
Václav Bolemír Nebeský († 1882)

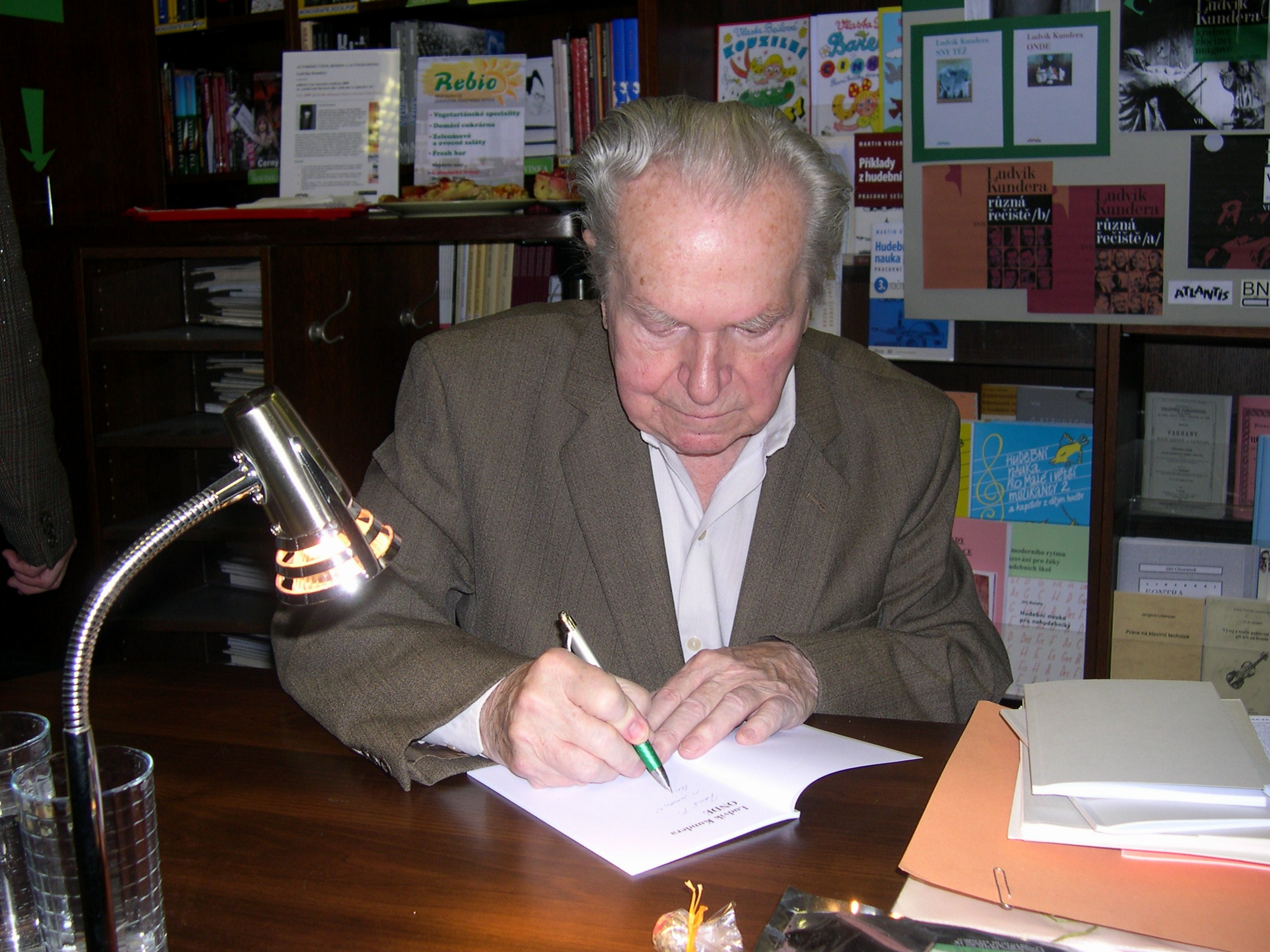
Ludvík Kundera († 2010)

- 1792 – Jan Jáchym Kopřiva, kantor, varhaník a hudební skladatel (* 17. února 1754)
- 1878 – František Dedera, vysoký policejní úředník (* 15. listopadu 1817)
- 1882 – Václav Bolemír Nebeský, básník (* 18. srpna 1818)
- 1908 – Václav Vlček, spisovatel a redaktor (* 1. září 1839)
- 1912 – Antonín Fiala, svérázný amatérský meteorolog (* 1836)
- 1916 – Ludvík Holain, duchovní a hudební skladatel (* 20. srpna 1843)
- 1926 – Josef Seifert, československý politik (* 6. ledna 1870)
- 1938 – František Sís, československý politik a novinář (* 15. září 1878)
- 1954 – Mikuláš z Bubna-Litic, šlechtic a politik, ministr zemědělství Protektorátu Čechy a Morava (* 14. června 1897)
- 1959 – Karel Kuttelwascher, nejúspěšnější český pilot RAF (* 23. září 1916)
- 1979 – Bernard Horst, spisovatel (* 15. února 1905)
- 1982 – Vladimír Hellmuth-Brauner, literární historik, publicista a diplomat (* 27. listopadu 1910)
- 1986 – Josef Pehr, herec a loutkář (* 14. srpna 1919)
- 1988 – Jiří Kolšovský, hudebník (* 1955)
- 1995 – Jaroslav Papoušek, malíř, sochař, scenárista a režisér (* 12. dubna 1929)
- 2001 – Eduard Tomek, rakousko-český malíř (* 28. března 1912)
- 2004 – Hana Žantovská, redaktorka, spisovatelka a překladatelka (* 4. května 1921)
- 2005
  - Emil Skála, český germanista (* 20. listopadu 1928)
  - Dalibor Brázda, skladatel a dirigent (* 9. září 1921)
- 2009 – Karel Brož, československý volejbalový reprezentant, mistr světa a dvojnásobný mistr Evropy (* 6. prosince 1925)
- 2010 – Ludvík Kundera, básník, literární historik (* 22. března 1920)
- 2012 – Jaroslav Malák, malíř a ilustrátor (* 21. února 1928)
- 2014
  - Vladimír Knybel, amatérský archeolog a fotograf (* 10. října 1938)
  - Vladimír Homola, hydrogeolog, vysokoškolský pedagog a odborný publicista (* 24. února 1922)
- 2023 – Jiří Černý, hudební publicista (* 25. února 1936)

### Svět
- 0310 – Eusebius, papež (* ?)

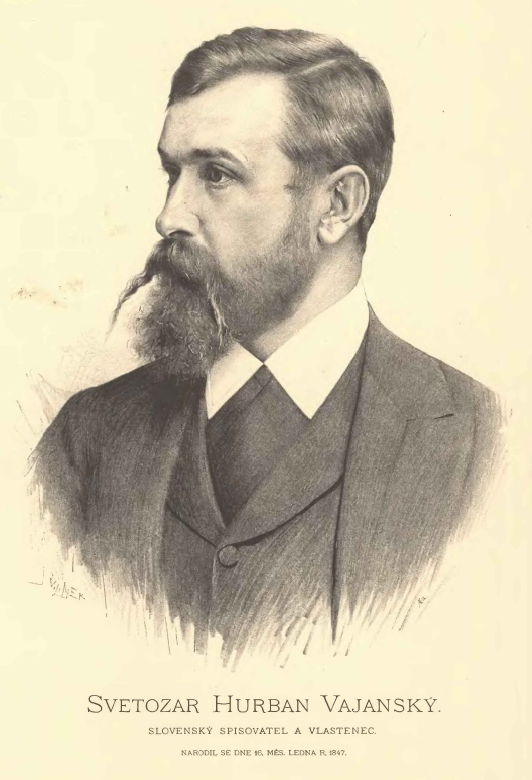
Svetozár Hurban Vajanský († 1916)

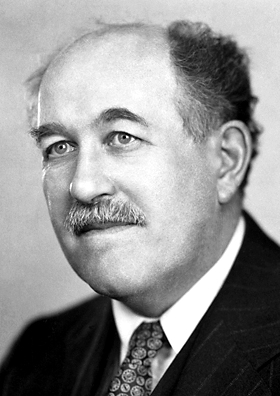
Otto Stern († 1969)

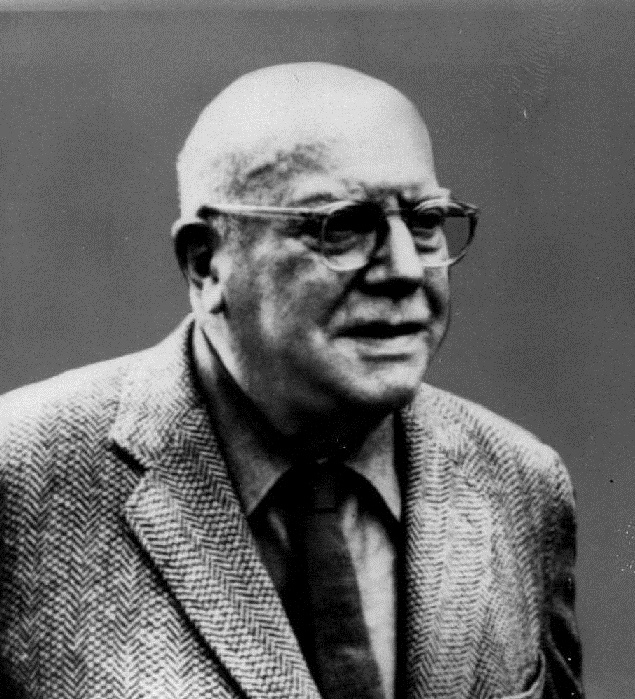
Conrad Aiken († 1973)

- 1581 – Sabina Württemberská, hesensko-kasselská lankraběnka (* 2. července 1549)
- 1607 – Anselmo Marzato, italský kardinál (* 1543)
- 1612 – Alexander Colin, vlámský manýristický sochař (* 1527)
- 1657 – Robert Blake, anglický admirál (* 27. září 1599)
- 1676 – Hans Jakob Christoffel von Grimmelshausen, německý spisovatel (* 17. března 1622)
- 1730 – Johann Georg Vogt, člen řádu cisterciáků, hudební vědec, historik, spisovatel a kartograf (* 30. června 1669)
- 1736
  - Jeanne Delanoue, katolická světice (* 18. června 1666)
  - James Berkeley, 3. hrabě Berkeley, britský admirál a státník (* 1680/81)
- 1742 – Franz Anton Kuen, rakouský sochař (* 7. srpna 1679)
- 1778 – Karel Maria Raimund z Arenbergu, rakouský polní maršál (* 1. dubna 1721)
- 1786 – Fridrich II. Veliký, pruský král (* 1712)
- 1831 – Patrick Nasmyth, skotský malíř (* 7. ledna 1787)
- 1834 – Husejn Gradaščević, bosenský generál (* 1802)
- 1838 – Lorenzo da Ponte, italský básník a libretista (* 10. března 1749)
- 1850 – José de San Martín, argentinský bojovník za nezávislost (* 25. února 1778)
- 1876 – Ignazio Calvi, italský šachista (* 21. ledna 1797)
- 1880 – Ole Bull, norský houslista a hudební skladatel (* 5. února 1810)
- 1886 – Alexandr Michajlovič Butlerov, ruský chemik (* 1828)
- 1898 – Carl Zeller, rakouský operetní skladatel (* 1842)
- 1901 – Edmond Audran, francouzský operetní skladatel (* 1842)
- 1905 – Ernst Bareuther, rakousko-uherský politik (* 19. ledna 1838)
- 1916
  - Umberto Boccioni, italský malíř a sochař (* 19. října 1882)
  - Svetozár Hurban-Vajanský, slovenský spisovatel, publicista, literární kritik a politik (* 1847)
- 1924 – Paul Natorp, německý filozof (* 1854)
- 1927 – Erik Ivar Fredholm, švédský matematik (* 7. dubna 1866)
- 1939 – Wojciech Korfanty, vicepremiér Polské republiky (* 20. dubna 1873)
- 1942 – Irena Nemirovská, ruská spisovatelka píšící ve francouzštině (* 24. února 1903)
- 1944 – Eugénio de Castro, portugalský spisovatel (* 4. března 1869)
- 1945 – Sergej Sergejevič Alexandrovskij, sovětský diplomat (* 1889)
- 1947 – Evžen Švédský, švédský princ (* 1. srpna 1865)
- 1955 – Fernand Léger, francouzský malíř a sochař (* 4. února 1881)
- 1958 – John Marshall, britský archeolog (* 19. března 1876)
- 1961 – Jakob Savinšek, slovinský sochař a ilustrátor (* 4. února 1922)
- 1966 – Fritz Wunderlich, německý operní pěvec (tenorista) (* 26. srpna 1930)
- 1968 – Bruno Paul, německý kreslíř a architekt (* 19. ledna 1874)
- 1969
  - Otto Stern, německý fyzik, nositel Nobelovy ceny (* 1888)
  - Ludwig Mies van der Rohe, německý architekt a tvůrce brněnské vily Tugendhat (* 27. března 1886)
- 1973 – Conrad Aiken, americký spisovatel (* 5. srpna 1889)
- 1982 – Herbert Tobias, německý fotograf (* 14. prosince 1924)
- 1983 – Ira Gershwin, americký textař (* 6. prosince 1896)
- 1987 – Rudolf Hess, německý politik (* 26. dubna 1894)
- 1998
  - Tadeusz Ślusarski, polský olympijský vítěz ve skoku o tyči (* 19. května 1950)
  - Władysław Komar, polský olympijský vítěz ve vrhu koulí, herec a politik (* 11. dubna 1940)
- 2008
  - Pavel Hrúz, slovenský spisovatel a dramatik (* 1941)
  - František Zvarík, slovenský herec (* 1921)
- 2009 – Grażyna Millerová, polská básnířka (* 29. ledna 1957)
- 2010
  - Francesco Cossiga, prezident Itálie (* 26. července 1928)
  - Frank Kermode, anglický literární teoretik (* 29. listopadu 1919)
- 2011 – Pierre Quinon, francouzský atlet, skokan o tyči (* 20. února 1962)
- 2012 – Lou Martin, britský varhaník a klavírista (* 12. srpna 1949)
- 2015
  - László Paskai, emeritní arcibiskup ostřihomsko-budapešťský (* 8. května 1927)
  - Ja'akov Bekenstein, izraelský teoretický fyzik (* 1. května 1947)

## Svátky

### Česko
- Petra, Petronila, Petronela, Petruše
- Hyacint, Hyacinta
- Jacek
- Záviš
- Miron

### Svět
- Slovinsko – Spojení Slovinců ze Zámuří s matičním národem
- Indonésie: Den nezávislosti
- Gabon: Den nezávislosti
- Argentina: Den svatého Martina
- Japonsko: Janmaštami

| 17. srpen v pražském KlementinuÚdaje jsou platné k 29. 4. 2025. | 17. srpen v pražském KlementinuÚdaje jsou platné k 29. 4. 2025. | 17. srpen v pražském KlementinuÚdaje jsou platné k 29. 4. 2025. |
| minimum                                                         | denní průměr                                                    | maximum                                                         |
| --------------------------------------------------------------- | --------------------------------------------------------------- | --------------------------------------------------------------- |
| 8,3 °C (1885)                                                   | 19,2 °C (od 1961)                                               | 35,9 °C (1892)                                                  |